# Trégrom
Trégrom (bret. Tregrom) – miejscowość i gmina we Francji, w regionie Bretania, w departamencie Côtes-d’Armor.
Według danych na rok 1990 gminę zamieszkiwały 483 osoby, a gęstość zaludnienia wynosiła 29 osób/km² (wśród 1269 gmin Bretanii Trégrom plasuje się na 839. miejscu pod względem liczby ludności, natomiast pod względem powierzchni na miejscu 608.).